# Mongoliet i olympiska sommarspelen 1992
Mongoliet deltog i de olympiska sommarspelen 1992 med en trupp, och totalt blev det två bronsmedaljer.

## Boxning
Lätt flugvikt
- Erdenentsogt Tsogtjargal
  - Första omgången – Besegrade Fernando Retayud (COL), 8:2
  - Andra omgången – Förlorade mot Rogelio Marcelo (CUB), 2:14

## Bågskytte
Damernas individuella
- Jargal Otgon — Sextondelsfinal, 17:e plats (0-1)

## Friidrott
Herrarnas maraton
- Pyambuugiin Tuul — 4:00,44 (→ 87:e plats)